# Lampropelma
Genre
Lampropelma est un genre d'araignées mygalomorphes de la famille des Theraphosidae.

## Distribution
Les espèces de ce genre sont endémiques de Sulawesi en Indonésie,.

## Description
Les espèces du genre Lampropelma sont des espèces de mygales arboricoles qui ont un petit corps mais sont dotées de pattes très grandes et d'une force considérable. Elles sont très rapides et sont des grimpeuses agiles. Elles sont physiquement assez semblables aux autres mygales arboricoles de la région. Lampropelma violaceopes atteint une envergure totale de 25 cm. 

## Venimosité
Les espèces du genre Lampropelma, comme toutes les mygales de cette région, sont réputées pour être très venimeuses. Bien qu'elle ne soit pas mortelle, une morsure peut nécessiter dans certains cas l'hospitalisation. Une morsure peut entrainer des symptômes tels que des engourdissements, de l'irritation, des maux musculaires, de la fièvre, des nausées, des maux de tête jusqu'à la perte de conscience dans les cas les plus extrêmes. 

## Liste des espèces
Selon World Spider Catalog (version 20.5, 19/08/2019) :
- Lampropelma carpenteri (Smith & Jacobi, 2015)
- Lampropelma nigerrimum Simon, 1892

## Publication originale
- Simon, 1892 : Histoire naturelle des araignées. Paris, vol. 1, p. 1-256 (texte intégral).